# Daniel Caluag
Daniel Caluag, conocido como Danny Caluag (Harbor City, 15 de enero de 1987), es un deportista estadounidense, de origen filipino, que compitió en ciclismo en la modalidad de BMX. Ganó dos medallas de plata en el Campeonato Mundial de Ciclismo BMX, en los años 2006 y 2007.

## Palmarés internacional
| Campeonato Mundial | Campeonato Mundial | Campeonato Mundial | Campeonato Mundial |
| Año                | Lugar              | Medalla            | Competición        |
| ------------------ | ------------------ | ------------------ | ------------------ |
| 2006               | São Paulo (Brasil) | Medalla de plata   | Cruiser            |
| 2007               | Victoria (Canadá)  | Medalla de plata   | Cruiser            |